# Zaleptus occidentalis
Zaleptus occidentalis is een hooiwagen uit de familie Sclerosomatidae.